# Keude Jangka Buya
Keude Jangka Buya is een bestuurslaag in het regentschap Pidie Jaya van de provincie Atjeh, Indonesië. Keude Jangka Buya telt 346 inwoners (volkstelling 2010).